# Nico Klopp
Nico Klopp (Bech-Kleinmacher, 18 de setembre de 1894- Ciutat de Luxemburg, 28 de desembre de 1930) va ser un pintor luxemburguès, recordat sobretot per les seves pintures postimpressionistes d'escenes del riu Mosel·la, on vivia.

## Biografia
Klopp va assistir a l'Escola d'Arts i Oficis de Luxemburg abans d'estudiar art a Colònia (1916-1918) i a Weimar (1919-1920).
A mitjan dècada de 1920, va ser un dels pintors que no només van reaccionar contra les tendències del segle xix, sinó també contra els impressionistes, inspirat per artistes com a Vincent van Gogh i Paul Cézanne. Juntament amb Joseph Kutter i un grup d'altres artistes de Luxemburg, es va separar del Cercle artistique de Luxembourg i es va convertir en un dels fundadors del Salon de la Sécession el 1927, inspirat per secessionistes desenvolupats a Múnic, Viena i Berlín.
Klopp va viure a Remich on va pintar nombroses pintures del pont sobre el Mosel·la. Tant els seus paisatges i les seves natures mortes són distintives a la seva coloració brillant i els seus cops sòlids que exposen clarament els temes principals. Va exposar les seves obres a molts salons i exposicions a Luxemburg, Trèveris, Nancy, Bruges i Echternach. Va morir a la ciutat de Luxemburg el 29 de desembre 1930, quan només en tenia 36.

## Galeria

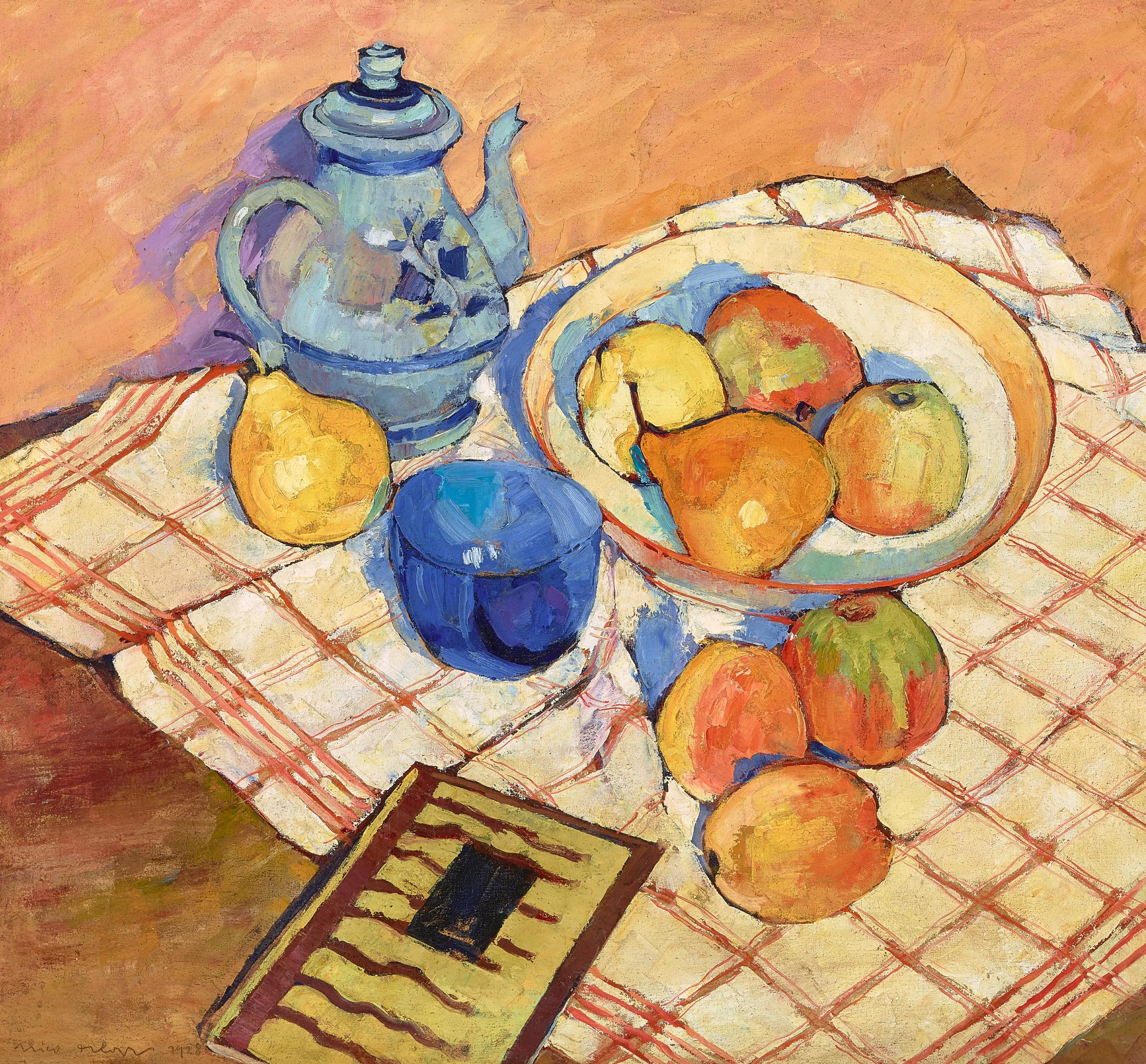
Nico Klopp: Still Life with Fruit (1930)
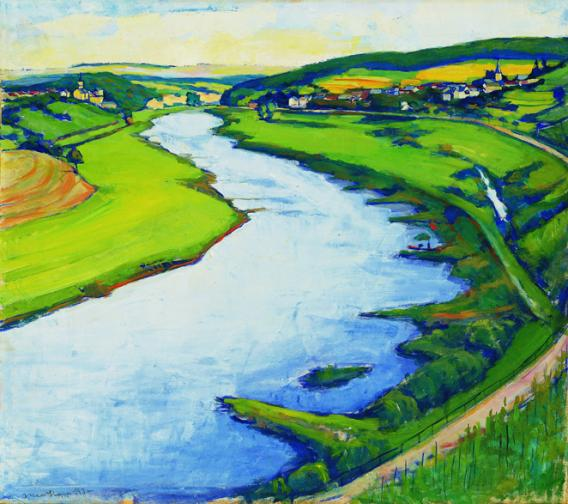
Nico Klopp: Stretch of the Moselle at Greiveldange with Stadtbredimus (1930)
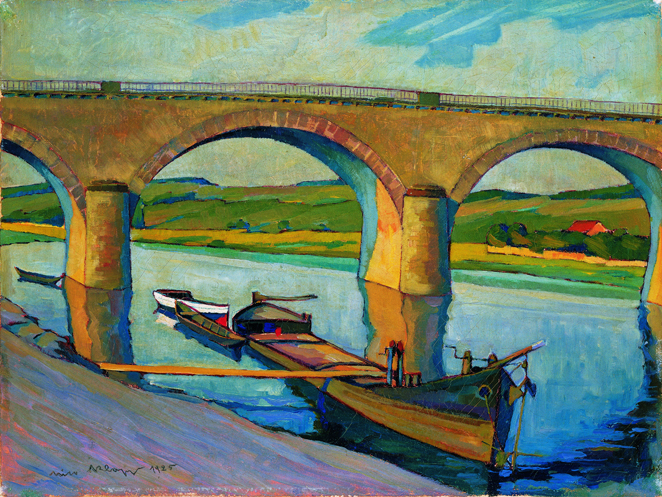
Nico Klopp: The Bridge at Remich (1925)
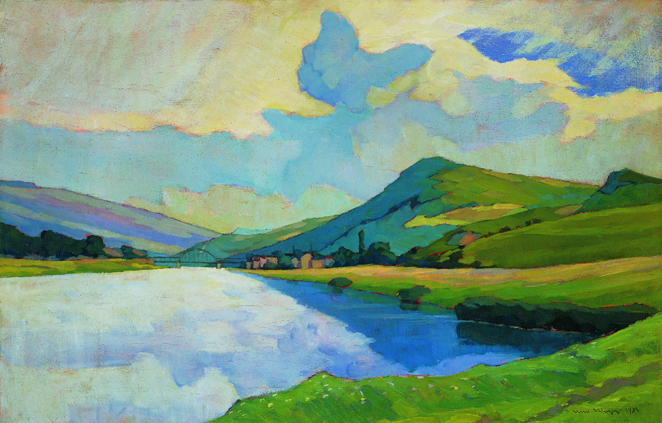
Nico Klopp: The Moselle near Schengen (1924)